# Le Dossier Odessa (film)
Pour plus de détails, voir Fiche technique et Distribution.
Le Dossier Odessa (The Odessa File) est un film d'espionnage britannico-allemand réalisé par Ronald Neame, sorti en 1974. Il s'agit de l'adaptation du roman homonyme de Frederick Forsyth.

## Synopsis
Peter Miller est un jeune journaliste allemand en quête d'un scoop qui pourrait l'aider à propulser sa carrière. Le 22 novembre 1963, au moment où il apprend l'assassinat du président John F. Kennedy, il suit une ambulance qui l'amène à l'appartement d'un ancien survivant d'un camp de concentration nazi près de Riga qui vient de se suicider. Un ami policier lui fournit le journal du vieil homme qui lui apprend la façon dont les Juifs allemands étaient traités dans ce camp où le SS Eduard Roschmann faisait régner la terreur. Le journal lui apprend également que Roschmann a abattu un capitaine de l'armée allemande qui refusait de lui obéir au moment où les troupes allemandes fuyaient devant l'avancée des Soviétiques.
Miller tente de retrouver la trace de ce Roschmann et apprend bientôt qu'il est toujours vivant. Il a pu s'échapper des griffes des Alliés grâce à l'organisation secrète ODESSA, qui aide les anciens nazis à échapper à leurs poursuivants en leur fournissant une nouvelle identité et parfois en leur faisant quitter le pays.
L'enquête de Miller est bientôt entravée de diverses façons : il échappe de peu à un attentat dans le métro de Hambourg, des sympathisants nazis de la police, de la justice sont prêts à se débarrasser de lui, il rencontre Simon Wiesenthal à Vienne puis il est  enlevé par un commando du Mossad. Le chef du commando le persuade d'infiltrer ODESSA afin d'en connaître les dirigeants et de neutraliser ainsi l'organisation. Il suit un entraînement rigoureux, parvient à s'infiltrer mais commet l'erreur de contacter sa compagne surveillée de près par la police. Après plusieurs péripéties Miller retrouve Roschmann et révèle pourquoi il tenait personnellement à faire justice a savoir venger la mort de son père. Plus tard, le dossier ODESSA est remis à S. Wiesenthal.

## Fiche technique
- Titre original : The Odessa File
- Titre français : Le Dossier Odessa
- Réalisation : Ronald Neame
- Scénario : Kenneth Ross & George Markstein, d'après le roman de Frederick Forsyth
- Musique : Andrew Lloyd Wibbes
- Photographie : Oswald Morris
- Montage : Ralph Kemplen
- Production : John Woolf
- Sociétés de production : Columbia Pictures, Domino Productions, Oceanic Filmproduktion GmbH & Bavaria Film
- Société de distribution : Columbia Pictures
- Pays de production :  Royaume-Uni,  Allemagne de l'Ouest
- Langue : anglais, allemand
- Format : Couleur/Noir et blanc - Mono - 35 mm - 2.35:1 panavision
- Genre : Thriller, Espionnage
- Durée : 123 min
- Date de sortie : 18 octobre 1974
- Affiches : Bill Gold (États-Unis), Georges Kerfyser (France)

## Distribution
- Jon Voight (VF : Bernard Murat) : Peter Muller (Miller dans la VF)
- Mary Tamm (VF : Monique Thierry) : Sigried 'Sigi'
- Maximilian Schell (VF : Jacques Thébault) : Eduard Roschmann
- Gunnar Möller (de) : Karl Braun
- Peter Jeffrey (VF : Jean-François Laley) : David Porath
- Shmuel Rodensky (de) (VF : André Valmy) : Simon Wiesenthal
- Hannes Messemer : Le général Richard Glücks
- Derek Jacobi (VF : Jacques Chevalier) : Klaus Wenzer
- Kurt Meisel : Alfred Oster
- Klaus Löwitsch (VF : Alain Dorval) : Gustav Mackensen
- Noel Willman (VF : Yves Barsacq) : Franz Bayer
- Maria Schell (VF : Monique Mélinand) : Frau Miller
- Georg Marischka (VF : Henri Poirier) : Le procureur
- Ernst Schröder (VF : Roger Lumont) : Werner Deilman
- Elisabeth Neumann-Viertel : Mme Wenzer
- Günter Meisner (VF : Pierre Garin) : Le général Greifer
- Günter Strack (de) : Kunik
- Henning Schlüter : Ludwig Erhard

## Autour du film
- ODESSA est le sigle pour Organisation der ehermaligen SS-Angehörigen, qui se traduit par « Organisation des anciens membres de la SS ».
- Eduard Roschmann est le nom d'un véritable criminel de guerre nazi qui a longtemps vécu en Amérique du Sud. Après la sortie du livre, de nouvelles recherches ont été entreprises pour le retrouver. La rumeur veut qu'il ait été tué par l'organisation ODESSA elle-même (qui n'a en réalité jamais existé) afin de mettre fin aux investigations des médias.
- Le SS-Gruppenführer Richard Glücks a également existé. Il était un inspecteur des camps de concentration nazis qui a disparu à la fin de la Seconde Guerre mondiale. Il serait l'un des membres fondateurs d'ODESSA.
- Le film a été tourné à Hambourg, Salzbourg, Heidelberg et Munich.
- Erreur historique : quand Muller essaie se faire passer pour un ancien unterscharführer SS, on lui demande la devise qui était inscrite sur la lame de son poignard SS. Il répond "Par le sang et l'honneur" (Blutt und ehre) qui n'est pas la devise des SS, mais celle des jeunesses hitlériennes. La devise des SS était "Mein ehre heisst treüe", (mon honneur s'appelle fidélité).